# AZ Tower
La Torre AZ es un rascacielos en la ciudad de Brno, República Checa. La torre es de 111 metros (364 pies) de alto y tiene 30 plantas. Actualmente, es el edificio más alto de la República Checa. La construcción del edificio se inició en 2011 y fue terminado en abril de 2013. El edificio cuenta con superficie construida de más de 17.000 m² (180.000 pies cuadrados). Se utiliza como espacio para oficinas, comercios y residencias. La torre AZ se encuentra en la calle Pražákova en el distrito de la ciudad de centro-Brno. El M-Palace y las torres Spielberk se encuentran cerca del edificio.